# 2021-es Campeones Cup
A 2021-es Campeones Cup volt a 3. alkalommal megrendezett észak-amerikai nemzetközi labdarúgókupa. A kupában az MLS-kupa és a mexikói szuperkupa győztesei vesznek részt. 
A címvédő az amerikai Atlanta United volt. A bajnoki trófeát a szintén amerikai Columbus Crew szerezte meg, a kupa történetében először.

## A mérkőzés
| 2021. szeptember 29. 20:00 EDT |

| Columbus Crew        | 2–0 | Cruz Azul |
| -------------------- | --- | --------- |
| Angulo 4' Mensah 74' |     |           |

| Lower.com Field, Columbus, Ohio Nézőszám: 18 026 Játékvezető: Oshane Nation (Jamaica) |